# Walentina Michailowna Jegorowa
Walentina Michailowna Jegorowa (russisch Валентина Михайловна Егорова, engl. Transkription Valentina Yegorova; * 16. Februar 1964 in Isederkino, Tschuwaschien) ist eine russische Langstreckenläuferin und Olympiasiegerin.
Jegorowa gewann bei den Leichtathletik-Europameisterschaften 1990 in Split die Silbermedaille im Marathonlauf.
Bei den Olympischen Spielen 1992 in Barcelona gewann die für das Team der GUS startende Russin die Goldmedaille im Marathonlauf vor Yūko Arimori (JPN) und Lorraine Moller (NZL). Bei den Olympischen Spielen 1996 in Atlanta gewann sie ebenfalls im Marathonlauf die Silbermedaille hinter der Äthiopierin Fatuma Roba (ETH) und vor Yūko Arimori.
Ihre Bestzeit von 2:23:33 h stellte sie beim Boston-Marathon 1994 auf, als sie hinter Uta Pippig den zweiten Platz belegte. 1993 und 1994 siegte sie beim Tokyo International Women’s Marathon und 1999 beim Nagano-Marathon.